# Colostygia deviridata
Colostygia deviridata là một loài bướm đêm trong họ Geometridae.